# Superkubak Belarusi 2014
La Superkubak Belarusi 2014 è stata la 5ª edizione di tale competizione. Si è disputata il 15 marzo 2014 a Minsk. La sfida ha visto contrapposte il BATE, vincitore della Vyšėjšaja Liha 2013 e il Minsk, trionfatore nella Kubak Belarusi 2012-2013
Per la quarta volta nella propria storia, grazie ad un parziale di 1-0, il BATE si è aggiudicato il trofeo.

## Tabellino
| Arbitro: | Sergey Tsinkevich (Asipovichy) |

|                |           |  |
| Mladenović 20’ | Marcatori |  |